# Кувейт на летних Олимпийских играх 2012
Кувейт на летних Олимпийских играх 2012 был представлен в четырёх видах спорта.

## Медалисты

### Бронза
| Бронза |                   |                          |
| №      | Спортсмены        | Вид спорта (дисциплина)  |
| 1      | Фехаид Аль-Дихани | Стрельба (мужчины, трап) |

## Состав сборной
Лёгкая атлетика
1. Мохаммад Аль-Аземи
2. Али Аль-Зинкави
3. Фаваз Аль-Шаммари

 Настольный теннис
1. Ибрахим Аль-Хасан

 Плавание
1. Юсеф Аль-Аскари
2. Файе Султан

 Стрельба

## Результаты соревнований

### Лёгкая атлетика
Мужчины
| Дисциплина     | Спортсмен | Предварительный раунд | Предварительный раунд | Четвертьфиналы | Четвертьфиналы | Полуфиналы | Полуфиналы | Финал     | Финал |
| Дисциплина     | Спортсмен | Результат             | Место                 | Результат      | Место          | Результат  | Место      | Результат | Место |
| -------------- | --------- | --------------------- | --------------------- | -------------- | -------------- | ---------- | ---------- | --------- | ----- |
| 800 м          |           |                       |                       |                |                |            |            |           |       |
| метание молота |           |                       |                       |                |                |            |            |           |       |

### Настольный теннис
Спортсменов — 1
Соревнования по настольному теннису проходили по системе плей-офф. Каждый матч продолжался до тех пор, пока один из теннисистов не выигрывал 4 партии. Сильнейшие 16 спортсменов начинали соревнования с третьего раунда, следующие 16 по рейтингу стартовали со второго раунда.
Мужчины
| Соревнование     | Спортсмены             | Квалификация               | Первый раунд                  | Второй раунд         | Третий раунд         | 1/8 финала           | Четвертьфинал        | Полуфинал            | Финал                | Место |
| Соревнование     | Спортсмены             | Соперник Результат         | Соперник Результат            | Соперник Результат   | Соперник Результат   | Соперник Результат   | Соперник Результат   | Соперник Результат   | Соперник Результат   | Место |
| ---------------- | ---------------------- | -------------------------- | ----------------------------- | -------------------- | -------------------- | -------------------- | -------------------- | -------------------- | -------------------- | ----- |
| Одиночный разряд | Ибрахим Аль-Хасан (60) | С. Айдову (CGO) (67) В 4:2 | П. Дринкхолл (GBR) (46) П 0:4 | Завершил выступление | Завершил выступление | Завершил выступление | Завершил выступление | Завершил выступление | Завершил выступление | 49    |

### Стрельба
Спортсменов —
Мужчины
| Соревнование | Спортсмены | Квалификация | Квалификация | Финал | Всего     | Всего |
| Соревнование | Спортсмены | Результат    | Место        | Финал | Результат | Место |
| ------------ | ---------- | ------------ | ------------ | ----- | --------- | ----- |
| трап         |            |              |              |       |           |       |
| дубль-трап   |            |              |              |       |           |       |
| скит         |            |              |              |       |           |       |

Женщины
| Соревнование                       | Спортсмены | Квалификация | Квалификация | Финал | Всего     | Всего |
| Соревнование                       | Спортсмены | Результат    | Место        | Финал | Результат | Место |
| ---------------------------------- | ---------- | ------------ | ------------ | ----- | --------- | ----- |
| пневматическая винтовка, 10 метров |            |              |              |       |           |       |